# Luke Hall (homme politique)
Pour les articles homonymes, voir Luke Hall et Hall.
Luke Anthony Hall (né le 8 juillet 1986) est un homme politique conservateur britannique et un ancien directeur de commerce de détail.
Il est député pour Thornbury et Yate de 2015 à 2024.

## Jeunesse
Luke Hall est né dans le village de Westerleigh le 8 juillet 1986 et grandit dans le Gloucestershire du Sud. Il travaille pour la chaîne de supermarchés Lidl à partir de 18 ans et devient directeur de leur magasin à Yate, avant de devenir responsable de secteur pour Farmfoods. Il est un membre actif du parti conservateur à l'âge de 23 ans et devient président de la circonscription du parti à South Gloucestershire et vice-président des conservateurs de Bristol et de South Gloucestershire.

## Carrière parlementaire
Il est choisi comme candidat conservateur aux sièges de Thornbury et Yate en décembre 2013 et l'emporte aux élections générales de 2015 en battant de peu le ministre des Pensions, le libéral-démocrate, Steve Webb.
Il est réélu aux élections générales de 2017 avec une majorité accrue et est nommé Secrétaire parlementaire privé de l'équipe ministérielle du ministère de l'Éducation.
Au Parlement, il siège au comité des pétitions, après avoir siégé au comité restreint de vérification environnementale et au comité sur le travail et les pensions.
Il est opposé au Brexit avant le référendum de 2016. Depuis l'annonce du résultat, Hall continue à soutenir la position officielle de son parti et préconise désormais le départ de l'Union européenne. Il ne s'est jamais rebellé contre le gouvernement au sein du Parlement actuel .
Le 24 juillet 2019, il est nommé sous-secrétaire d'État parlementaire auprès de Robert Jenrick, ministre du Logement. Il devient ministre d'Etat au gouvernement local du 8 septembre 2020 au 15 septembre 2021. Il est ministre d'Etat à l'Aprretnissage et à l'enseignement supérieur du le 26 mars au 5 juillet 2024.